# 中村時万
中村 時万（なかむら ときつむ、生年不詳 - 明治14年(1881年)10月24日）は、幕末の幕臣（新規旗本）。通称は為弥（ためや）、官途は出羽守、のちに石見守。永錫と号した。
嘉永6年（1854年）長崎に来航したロシア使節エフィム・プチャーチンと幕府全権の川路聖謨、筒井政憲との交渉に列しこれを補佐した。安政2年（1855年）5月勘定組頭から勘定吟味役、同3年10月には外国貿易取調掛となり、同4年下田奉行（幕府最後の任官）となりアメリカ総領事ハリスと交渉をし、同職の井上清直と全9か条からなる日米追加条約を結んだ。そして、万延元年（1860年）普請奉行となったのち、元治元年（1864年）5月8日から慶応元年（1865年）9月まで佐渡奉行 を務めた。知行は200俵、役料1500俵100人扶持。その後は公職を退き勤仕並寄合となる。明治14年10月24日没。戒名は至誠院精譽求時道萬居士。墓所は四谷の法蔵寺。